# 広島市立日浦中学校
広島市立日浦中学校（ひろしましりつひうらちゅうがっこう）は、広島県広島市安佐北区あさひが丘七丁目にある公立中学校。

## 概要
広島市のベッドタウン、あさひが丘にある中学校。近くに安佐動物公園がある。1980年（昭和55年）に広島市立清和中学校より分離され開校した。

## 沿革
- 1980年（昭和55年）4月1日 - 広島市立清和中学校より分離され開校[2]。

## 校区
- 広島市立筒瀬小学校の校区[3]
  - 安佐町大字筒瀬
- 広島市立日浦小学校の校区[3]
  - 安佐町大字毛木、安佐町大字後山、安佐町大字宮野、安佐町大字動物園、あさひが丘一～九丁目

## 著名な卒業生
- 速巳剛誌（脚本家、演出家、俳優）
- 宇谷美緒（モデル、タレント）
- 谷岡楓太 (プロ野球選手)
- 新本亜也 (プロボクサー)

## アクセス
- 広島駅バスターミナルから、広電バス70号線「動物園・あさひが丘」行き、「あさひが丘上」下車、徒歩5分[4]
- 広島高速交通広島新交通1号線 上安駅バスターミナルから、フォーブル92号線「動物園あさひが丘経由【飯室】」行き、「あさひが丘上」下車、徒歩5分[4]